# Златни прстен
Златни прстен Русије (рус. Золотое кольцо России) је прстен историјских градова североисточно од Москве.
Нема јединственог мишљења који градови припадају овом кругу. Најчешће се помињу: Сергијев Посад, Ростов Велики, Јарослављ, Кострома, Иваново, Суздаљ, Владимир, Переслављ-Залескиј, Александров и Углич. Ређе се помињу: Богољубово, Гороховец, Јурјев-Пољски, Каљазин, Кидекша, Муром, Палех, Пљос, Рибинск, Тутајев, Гус-Хрустални и Заволжск. То су најстарији градови у Русији, значајни по својим црквама, свом историјском значају, својој архитектури. Ти градови су врло често музеји на отвореном. Посебно су значајни због своје архитектуре, која обухвата здања од 12. до 18. века: манастире, саборне цркве, кремље, цркве. Неки од ових градова су се једва изменили од средњовековних времена (на пример Суздаљ). Ови градови данас имају углавном туристички значај (изузев Владимира и Јарославља).

## Галерија
- Сергијева лавра у Сергијевом Посаду
- Спасо-преображењски сабор у Преславу Залеском
- Ростовски кремљ
- Углич на реци Волги
- Цркве Спаског манастира у Јарослављу
- Богојављенски манастир у Костроми
- Катедрала рођења Богородице у Суздаљу
- Златна капија Владимира